# Горње Поље
Горње Поље је насеље у општини Никшић у Црној Гори. Према попису из 2003. било је 202 становника (према попису из 1991. било је 207 становника).

## Историја
Италијани су 1941. године у Горњем Пољу опљачкали и запалили неколико кућа, те убили два сељака.

## Демографија
У насељу Горње Поље живи 150 пунолетних становника, а просечна старост становништва износи 40,4 година (38,1 код мушкараца и 42,4 код жена). У насељу има 74 домаћинства, а просечан број чланова по домаћинству је 2,73.
Становништво у овом насељу веома је хетерогено, а у последња три пописа, примећен је пад у броју становника.
|  |

| Демографија | Демографија | Демографија |
| Година      | Становника  | Становника  |
| ----------- | ----------- | ----------- |
|             |             |             |
|             |             |             |
|             |             |             |
|             |             |             |
| 1948.       | 392         |             |
| 1953.       | 407         |             |
| 1961.       | 447         |             |
| 1971.       | 313         |             |
| 1981.       | 248         |             |
| 1991.       | 207         | 207         |
| 2003.       | 202         | 202         |
|             |             |             |

| Етнички састав према попису из 2003.‍ | Етнички састав према попису из 2003.‍ | Етнички састав према попису из 2003.‍ | Етнички састав према попису из 2003.‍ | Етнички састав према попису из 2003.‍ |
| ------------------------------------ | ------------------------------------ | ------------------------------------ | ------------------------------------ | ------------------------------------ |
|                                      |                                      |                                      |                                      |                                      |
| Црногорци                            | Црногорци                            |                                      | 131                                  | 64,85%                               |
| Срби                                 | Срби                                 |                                      | 46                                   | 22,77%                               |
| Муслимани                            | Муслимани                            |                                      | 1                                    | 0,49%                                |
| непознато                            | непознато                            |                                      | 0                                    | 0,0%                                 |

| Година пописа     | 1948. | 1953. | 1961. | 1971. | 1981. | 1991. | 2003. |
| ----------------- | ----- | ----- | ----- | ----- | ----- | ----- | ----- |
| Број домаћинстава | 82    | 85    | 116   | 72    | 68    | 61    | 74    |

| Број чланова      | 1  | 2  | 3  | 4  | 5 | 6  | 7 | 8 | 9 | 10 и више | Просек |
| ----------------- | -- | -- | -- | -- | - | -- | - | - | - | --------- | ------ |
| Број домаћинстава | 74 | 23 | 18 | 10 | 8 | 11 | 3 | 0 | 1 | 0         | 0      |

| Пол    | Укупно | Неожењен/Неудата | Ожењен/Удата | Удовац/Удовица | Разведен/Разведена | Непознато |
| ------ | ------ | ---------------- | ------------ | -------------- | ------------------ | --------- |
| Мушки  | 75     | 30               | 35           | 3              | 2                  | 5         |
| Женски | 87     | 19               | 39           | 24             | 1                  | 4         |
| УКУПНО | 162    | 49               | 74           | 27             | 3                  | 9         |

| Пол    | Укупно                    | Пољопривреда, лов и шумарство | Рибарство                            | Вађење руде и камена | Прерађивачка индустрија       |
| ------ | ------------------------- | ----------------------------- | ------------------------------------ | -------------------- | ----------------------------- |
| Мушки  | 23                        | 4                             | 0                                    | 0                    | 2                             |
| Женски | 11                        | 0                             | 0                                    | 0                    | 0                             |
| УКУПНО | 34                        | 4                             | 0                                    | 0                    | 2                             |
| Пол    | Производња и снабдевање   | Грађевинарство                | Трговина                             | Хотели и ресторани   | Саобраћај, складиштење и везе |
| Мушки  | 3                         | 0                             | 2                                    | 2                    | 5                             |
| Женски | 0                         | 0                             | 3                                    | 3                    | 0                             |
| УКУПНО | 3                         | 0                             | 5                                    | 5                    | 5                             |
| Пол    | Финансијско посредовање   | Некретнине                    | Државна управа и одбрана             | Образовање           | Здравствени и социјални рад   |
| Мушки  | 0                         | 0                             | 0                                    | 0                    | 0                             |
| Женски | 0                         | 0                             | 0                                    | 1                    | 0                             |
| УКУПНО | 0                         | 0                             | 0                                    | 1                    | 0                             |
| Пол    | Остале услужне активности | Приватна домаћинства          | Екстериторијалне организације и тела | Непознато            | Непознато                     |
| Мушки  | 0                         | 0                             | 0                                    | 5                    | 5                             |
| Женски | 1                         | 0                             | 0                                    | 3                    | 3                             |
| УКУПНО | 1                         | 0                             | 0                                    | 8                    | 8                             |